# Apisa manettii
Apisa manettii är en fjärilsart som beskrevs av Turati 1924. Apisa manettii ingår i släktet Apisa och familjen björnspinnare. Inga underarter finns listade i Catalogue of Life.